# Ray Romano
Raymond Albert Romano (sinh ngày 21 tháng 12 năm 1957) là nam diễn viên, nghệ sĩ hài, biên kịch người Mỹ. Ông được biết đến với vai Ray Barone trong sitcom Everybody Loves Raymond (CBS), bộ phim từng mang về cho ông một giải Emmy. Ông cũng lồng tiếng cho vai Manny trong loạt phim Kỷ băng hà. Từ năm 2009 tới 2011, ông sáng lập kiêm thủ vai chính trong phim hài Men of a Certain Age. Khoảng năm 2012 đến 2015, ông vào vai phụ Hank Rizzoli trong sê-ri Parenthood (NBC). Từ năm 2017, ông thủ vai Rick Moreweather trong phim hài truyền hình Get Shorty (đài Epix).

## Thời thơ ấu
Romano sinh ra và lớn lên trong một gia đình gốc Ý ở khu phố Forest Hills, quận Queens, New York. Ông là con trai thứ hai của Luciana "Lucie" (họ gốc: Fortini), làm nghề giáo viên piano, và Albert Romano (1925–2010), một kỹ sư kiêm nhân viên môi giới bất động sản. Ông có một anh trai tên Richard (1956) làm trung sĩ tại Cục cảnh sát New York (NYPD), và một em trai tên Robert (1966) làm nghề giáo viên trung học.
Romano học tiểu học và trung học cơ sở tại trường Our Lady Queen of Martyrs, Forest Hills. Lên trung học phổ thông, ông theo học trường Archbishop Molloy sau đó chuyển sang trường Hillcrest và tốt nghiệp tại đây năm 1975. Trước khi tham gia ngành giải trí, Romano từng học Đại học Queens tại Flushing, New York, chuyên ngành kế toán.

## Đời tư
Romano kết hốn với vợ tên Anna Scarpulla vào năm 1987. Cả hai gặp nhau lần đầu khi làm chung tại một ngân hàng.

## Danh sách phim

### Điện ảnh
| Năm  | Tên                            | Vai             | Ct                                          |
| ---- | ------------------------------ | --------------- | ------------------------------------------- |
| 1990 | Caesar's Salad                 | Cảnh sát        | Phim ngắn                                   |
| 2002 | Ice Age                        | Manfred "Manny" | Lồng tiếng                                  |
| 2004 | Welcome to Mooseport           | Handy Harrison  |                                             |
| 2004 | Eulogy                         | Skip Collins    |                                             |
| 2004 | 95 Miles to Go                 | (Chính mình)    |                                             |
| 2006 | Ice Age: The Meltdown          | Manny           | Lồng tiếng                                  |
| 2006 | Grilled                        | Maurice         |                                             |
| 2008 | The Last Word                  | Abel            |                                             |
| 2008 | The Grand                      | Fred Marsh      |                                             |
| 2009 | Ice Age: Dawn of the Dinosaurs | Manny           | Lồng tiếng                                  |
| 2009 | Funny People                   | (Chính mình)    | Vai khách mời                               |
| 2010 | Exporting Raymond              | (Chính mình)    | Vai khách mời                               |
| 2012 | Ice Age: Continental Drift     | Manny           | Lồng tiếng                                  |
| 2014 | Rob the Mob                    | Jerry Cardozo   |                                             |
| 2016 | Ice Age: Collision Course      | Manny           | Lồng tiếng                                  |
| 2017 | The Big Sick                   | Terry Gardner   |                                             |
| 2019 | Paddleton                      | Andy Freeman    | Kiêm sản xuất                               |
| 2019 | Bad Education                  | Big Bob Spicer  |                                             |
| 2019 | The Irishman                   | Bill Bufalino   |                                             |
| 2022 | Somewhere in Queens            | Leo Russo       | Hậu kỳ Kiêm đạo diễn, biên kịch và sản xuất |